# Powiat Rumoi
Powiat Rumoi (jap. 留萌郡 Rumoi-gun)

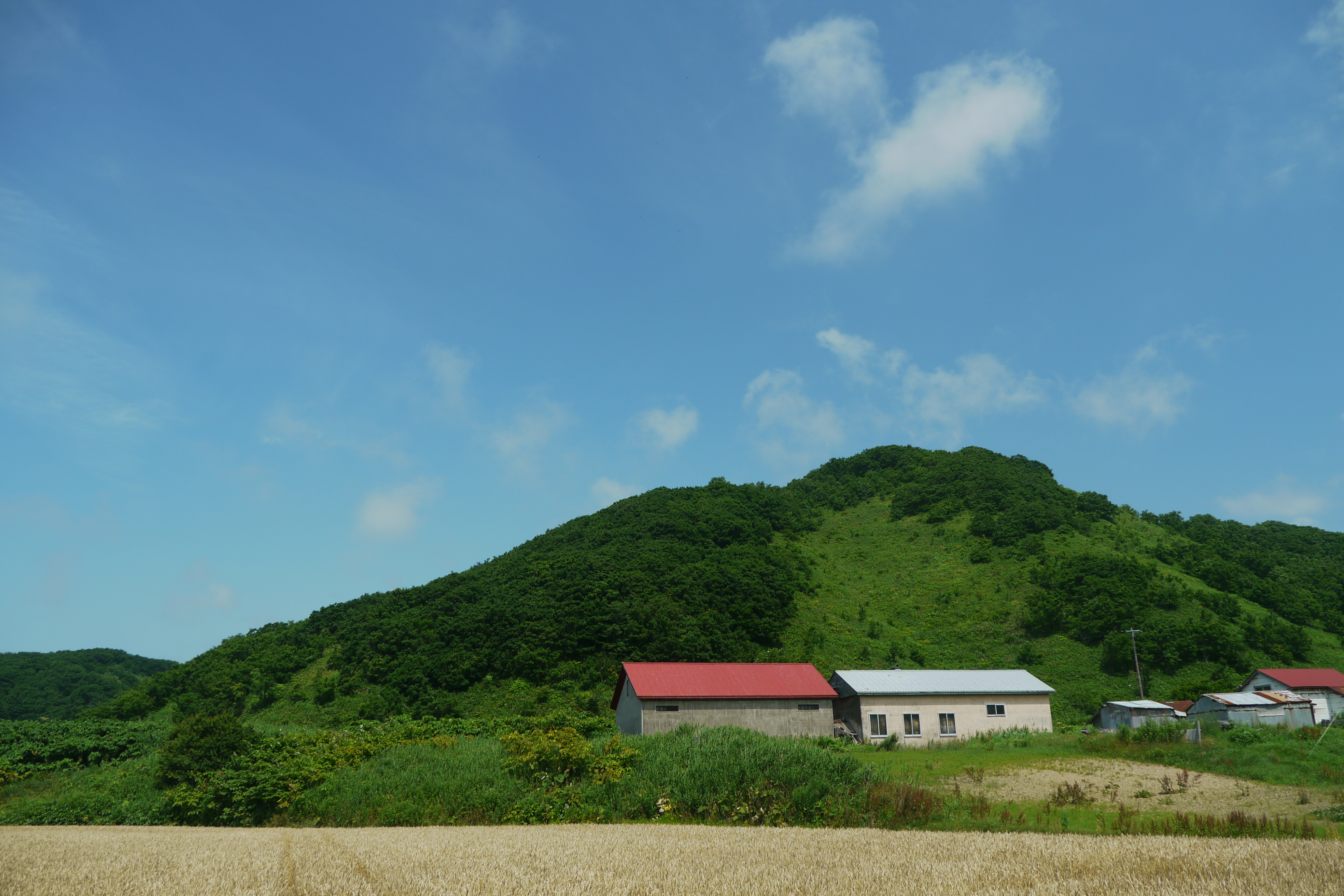
Przyroda Rumoi

– powiat w Japonii, w prefekturze Hokkaido, w podprefekturze Rumoi. W 2024 roku liczył 2768 mieszkańców.

## Miejscowości
- Obira